# Helotium
Helotium là một chi nấm thuộc họ Tricholomataceae.